# Cruzamento

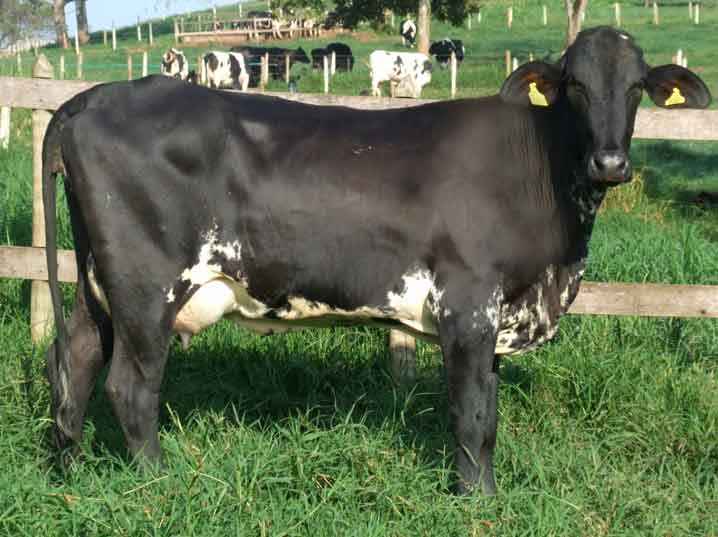
Bovino girolando meio-sangue, cruzamento entre Gir e Holandês para unir a adaptação ao clima do Gir com a qualidade leiteira do Holandês.

Cruzamento é a reprodução entre animais de raças diferentes. A prole resultante de um cruzamento, chamada de mestiço ou meio-sangue, é um animal com pais de raça pura de duas — ou mais — raças, variedades ou populações diferentes.
O cruzamento entre raças, às vezes chamado de cruzamento industrial na zootecnia, é o processo de acasalamento entre animais de raças diferentes, muitas vezes com a intenção de criar descendentes que compartilhem as características de ambas as linhagens, e/ou que produzam um animal com vigor híbrido para melhor saúde e desempenho.
Embora o cruzamento entre raças seja usado para aumentar a produção e qualidade genética e manter a saúde e a viabilidade genética dos organismos, o seu uso irresponsável também pode produzir animais de qualidade inferior ou diluir um pool genético de uma raça pura até o ponto da sua extinção.[carece de fontes?]

## Cruzamentos por espécie

### Gatos
As muitas raças de gatos domésticos recém-desenvolvidas e reconhecidas são resultado de cruzamentos entre raças preexistentes e bem estabelecidas (às vezes com hibridação limitada com algumas espécies silvestres), para combinar características selecionadas ou propagar uma mutação rara sem endogamia excessiva. No entanto, algumas raças, como o gato egeu são desenvolvidas inteiramente a partir de uma população Landrace regional.

### Gado bovino
No gado bovino doméstico, existem sistemas de cruzamento que visam aumento da produção utilizando-se do vigor híbrido e da adaptação ao clima e soma de qualidades. Em muitos cruzamentos, uma raça tem maior participação que a outra. Um tipo de cruzamento é usado quando as fêmeas de raça pura são particularmente adaptadas a um clima específico, e são cruzadas com touros puros de outro clima para produzir uma geração com características de ambos os pais.
No caso dos bovinos os graus de sangue de cada geração são classificados como ⅝, ½ (meio-sangue), entre outros, de acordo com a porcentagem presente do sangue da raça dominante. Todos os animais de cruzamento podem ser registrados em sua respectiva classe no órgão competente, e os que chegam a ³¹/32 podem ser classificados como Puro por Cruza (PC) já que possuem 99,9% do sangue da raça dominante.

### Gado ovino
O grande número de raças de ovinos, que variam muito, cria uma oportunidade de cruzamento para adaptar a produção de cordeiros ao objetivo do criador individual.

### Cães

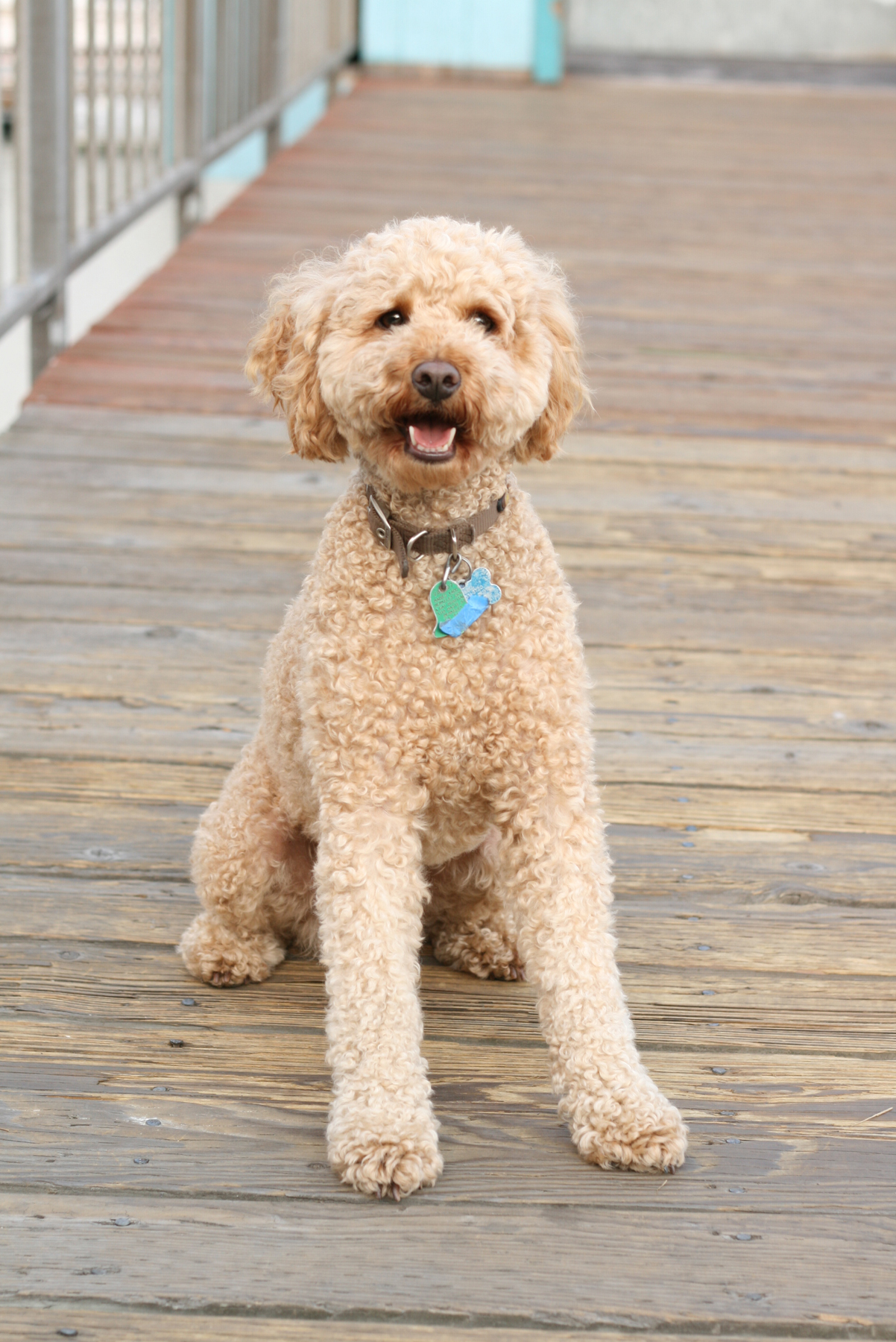
Um cão mestiço Labradoodle, cruzamento entre um poodle e um retriever (geralmente labrador), duas raças criadas para caça de aves aquáticas.

Um cão mestiço é um cruzamento entre duas raças conhecidas (às vezes mais de duas) e é geralmente distinguido de um cão sem raça definida, que por sua vez tem ascendência de muitas fontes desconhecidas.
O cruzamento entre cães de raças diferentes é popular principalmente entre as pessoas (leigos ou entusiastas) que precisam ou procuram um cão de trabalho saudável por consequência do vigor híbrido em comparação com os cães de raça pura que possuem muita endogamia. Neste caso, alguns exemplos conhecidos de cruzamentos são o lurcher e o bandog.
Em países anglófonos os mestiços em geral são populares e estão na moda, devido à crença de que eles tem maior vigor sem perda de atratividade estética ou comercial, despertando curiosidade dos compradores. Nos Estados Unidos certos cruzamentos planejados entre cães de raças diferentes são agora amplamente conhecidos como "designer dogs"  e podem produzir filhotes que valem mais do que cães de raça pura, devido a alta demanda.

### Cavalos
Cruzamentos em cavalos geralmente são feitos com a intenção de criar uma nova raça de cavalos. Um tipo de cruzamento moderno em cavalos é usado para criar muitas das raças sangue quente. Cavalos de sangue quente são um tipo de cavalo usado nas disciplinas de esportes equinos, geralmente registrados em um livro de registros aberto por um procedimento que avalia a conformação, pedigree e, em alguns animais, um padrão de treinamento ou performance.

## Animais híbridos
Um animal híbrido é um com parentesco de duas espécies separadas, diferenciando-o de animais cruzados, que têm parentesco da mesma espécie. Híbridos são geralmente, mas nem sempre, estéreis.

## Animais sem raça definida
Um animal sem raça definida é visto como tendo parentesco indocumentado ou desconhecido, enquanto um cruzamento geralmente tem pais conhecidos, de raça pura, de duas raças ou variedades distintas. Um cão de paternidade desconhecida é freqüentemente chamado  "vira-lata".